# Le Chevalier du stade
Pour plus de détails, voir Fiche technique et Distribution.
Le Chevalier du stade (Jim Thorpe: All-American, aux États-Unis, ou Man of Bronze, en Angleterre) est un film américain de Michael Curtiz sorti en 1951.

## Synopsis
Le film raconte la vie de Jim Thorpe, sportif américain d'ascendance amérindienne, héros des Jeux olympiques de 1912 où il remporta deux médailles d'or (en pentathlon et en décathlon) et un des premiers grands champions de football américain. Il se voit retirer ses médailles olympiques parce qu'il a touché de l'argent pour jouer au baseball - or, les Jeux olympiques sont réservés aux sportifs amateurs. Le film s'achève sur une cérémonie d'hommage à Jim Thorpe.

## Fiche technique
- Réalisation : Michael Curtiz
- Création des costumes : Milo Anderson
- Montage : Folmar Blangsted
- Production : Warner Bros. Pictures
- Adaptation française : Edmond S. Albou
- Durée : 107 minutes

## Distribution
- Burt Lancaster (VF : Jean Davy) : Jim Thorpe
- Charles Bickford (VF : Pierre Morin) : Glenn Pop Warner
- Steve Cochran (VF : Claude Péran) : Peter Allendine
- Phyllis Thaxter (VF : Aline Bertrand) : Margaret Miller
- Dick Wesson (VF : Pierre Fromont) : Ed Guyac
- Jack Big Head (VF : Robert Posteck) : Little Boy Who Walk Like Bear
- Sonny Chorre (VF : Pierre Leproux) : Wally Denny
- Al Mejia (VF : Claude Bertrand) : Louis Tewanema
- Hubie Kerns (VF : Jacques Thébault) : Tom Ashenbrunner

Acteurs non crédités
- Hal Baylor : un joueur
- Nestor Paiva : Hiram Thorpe
- Charles Wagenheim : Briggs